# Nicolasa Quintremán Calpán
Nicolasa Quintremán Calpán (Alto Bío-Bío, 4 de desembre de 1939 - Alto Bío-Bío, 24 de desembre de 2013) va ser una activista política xilena maputxe d'origen pehuenche, coneguda per l'oposició, conjunta amb la seva germana Berta, a la construcció de la central hidroelèctrica de Ralco, propietat d'Endesa. Com a part de l'organització Mapu Domuche Newen ("Dones amb la força de la terra"), les seves accions van marcar l'inici de les lluites socials davant de l'impacte ambiental i social que poden generar les grans obres d'aquest tipus al país.

## Activisme
Va pertànyer a la comunitat Ralco-Lepoy, espai des d'on va convocar diverses manifestacions en contra de la central a Santiago de Xile i Concepción, i va participar en diversos fòrums internacionals per a explicar les conseqüències de l'esmentat projecte per al poble pehuenche, com l'organitzat a la Comissió de Drets Humans del Parlament Europeu. A més, va entaular una demanda col·lectiva contra la companyia i la Comissió Nacional del Medi Ambient.

## Premis
L'any 2000 a Alemanya va rebre el premi Petra Kelly, juntament amb la seva germana Berta, «en honor a la seva resistència no violenta, el seu coratge i el compromís d'aquestes dues dones que van ser emblema de la lluita contra les mega-preses».

## Mort
El 24 de desembre del 2013, es va trobar el seu cos flotant a les tèrboles aigües de l'embassament artificial de la represa de Ralco, aquella mateixa pel qual va aconseguir notorietat pública en oposar-se tenaçment a la seva construcció. Tot i que el Servei Mèdic Legal va assenyalar que l'activista va morir ofegada a causa d'una caiguda accidental, per a molts la tesi de l'accident deixa un gran ventall de dubtes.